# Історія освоєння мінеральних ресурсів Чилі

Історія освоєння мінеральних ресурсів Чилі
До періоду іспанського завоювання (30-і рр. XVI ст.) індіанці Чилі були знайомі з обробкою металів, виготовляли зброю, срібні прикраси. З кінця XV ст. інками розроблялися багаті мідні рудники «Чукікамата» на півночі країни. У перші десятиріччя колоніального панування головне значення мав видобуток золота і срібла, який наприкінці XVI ст. значно знизився. У 1545—1810 роках було видобуто 230 т золота.
У 30-і роки XIX ст. Гірничодобувна промисловість стає основною галуззю економіки країни. У 1830 р. почали видобуток селітри в промислових обсягах і її експорт у Європу. Видобуток срібла в районі Кокімбо в 1835 р. становив 21,6 т. Тут же були виявлені й почали розроблятися великі родовища мідних руд. У 1842—1845 роках в Атакамі і Мехільонесі добували гуано, з 1843 р. в Ліркене — кам'яне вугілля.
У 1860 р. видобуток мідної руди досяг 34 тис.т. Загальна кількість міднорудних підприємств зросла до 1600. У цей період фактичну монополію на видобуток міді встановили 8 англійських компаній, вся мідь вивозилася у Велику Британію. З 1871 по 1880 рік видобуто 601 млн т мідної руди. вугілля видобували в районах Коронель, Швагер і Лота (в 1862 р. видобуто 200 тис. т). Інтенсивна підземна розробка родовищ йшла навіть під містами та поселеннями, що призвело до проблеми численних осідань поверхні і руйнування будівель.
У 60-70-і роки XIX ст. основне місце в гірничій промисловості зайняв видобуток селітри (натрієвої солі), експорт якої в 1875-1878 досяг 1,4 млн т (головний імпортер, також Велика Британія). Попутно з селітри вилучали йод (з 1852 р.). У 1874 р. в гірництві було зайнято 40 тис. чоловік. Перемога в Тихоокеанській війні (1879—1884 рр.), в результаті якої до Чилі відійшли райони Перу (Тарапака) і Болівії (Антофагаста) з найбагатшими у світі родовищами селітри, ще більш прискорила розвиток її виробництва. На початку XX ст. видобуток чилійської селітри забезпечував близько 70 % світового виробництва азотних добрив.
З XX ст. у гірничодобувну промисловість країни проникають американський і німецький капітали. Перед Першою світовою війною головною статтею експорту залишалася селітра: в 1914 р. на 134 підприємствах видобуто 2,5 млн т (з них 95 % — на експорт). У 1929 р. видобуток селітри досяг максимуму (3,3 млн т). Основними районами видобутку були Токопілья, Тарапака, Бакедано, Агуас-Бланкас, Тальталь. Більшість родовищ розроблялися відкритим способом. У 1921 р. американська компанія «Bethlehem Chile Iron Mines» почала розробку залізної руди в районах Ельки і Уаско. У 1937 р. обсяг видобутку становив 1,6 млн т (90 % від видобутку Латинської Америки).
У 50-60-і рр. XX ст. в країні було націоналізовано ряд великих компаній з видобутку вугілля, залізної руди, селітри, а у 1971 р. — ряд міднорудних компаній, що призвело до кризових явищ в гірничих галузях і політичній ситуації в країні загалом. Зміна влади (А.Піночет, 1973 р.) зумовила різке зміцнення позицій іноземного капіталу. В останній чверті XX ст. Чилі займала перше місце по видобутку міді. Близько 80 % руди добувають відкритим способом. Найбільші рудники: «Ескондіда», «Чукікамата» (кар’єрний спосіб), «Ель-Теньєнте» (підземна розробка). Широко впроваджується новітня технологія SX-EW (рідинна екстракція — електроліз), частка якої у видобутку у 2003—2004 рр. становила 20 %.
На початку XXI ст. Чилі має родовища нафти і газу, кам'яного і бурого вугілля, залізних і манганових, мідних, свинцево-цинкових, молібденових, літієвих, золотих і срібних руд, борної сировини, натуральної селітри і самородної сірки. Структура гірничодобувної галузі така (за вартістю, %): гірничорудна сировина — 84, паливна — 9, гірничохімічна — 5, нерудних матеріалів — 2. Понад 60 % сировини видобувають підприємства компанії «Codelco», що є одним з найбільших виробників міді і молібдену у світі. Крім того, у Чилі видобувають: нафту, газ, вугілля, молібден, золото, срібло, залізні руди, йод, селітру, літій та ін. Близько 90 % продукції галузі експортують.
Кадри для гірничої промисловості готують Католицький університет у Сантьяго (1888 р.), Університет м. Вальпараісо (1928 р.) та Університет м. Ла-Серена (1981 р.).